# Diagrama presiune–volum
În termodinamică diagrama presiune–volum,  diagrama p-V sau diagrama Clapeyron este folosită pentru a descrie modificările corespunzătoare ale presiunii în funcție de volum într-un sistem termodinamic.

## Istoric

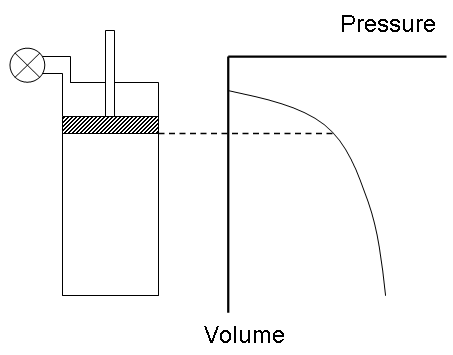
Diagrama indicată a lui Watt

Originea diagramei p-V este diagrama indicată folosită în 1796 de James Watt și angajatul său John Southern pentru a compara performanțele unui motor cu abur în urma îmbunătățirilor aduse. Volumul a fost urmărit pe o placă care se mișca solidar cu pistonul, iar presiunea a fost urmărită de un manometru al cărui indicator se deplasa în unghi drept față de piston. Pentru a trasa diagrama s-a folosit un creion.

## Descriere

O transformare termodinamică din starea 1 (p_{1},V_{1}) până în starea 2 (p_{2},V_{2}) reprezentată în diagrama p-V

O diagramă p-V este un grafic care prezintă pe axa p presiunea în funcție de volumul reprezentat pe axa V  în diverse procese termodinamice. În unele cazuri pe axa V  în loc de volum va fi reprezentat volumul masic, v.
Într-o diagramă p-V transformările izobare sunt drepte orizontale, cele izocore sunt drepte verticale, cele izotermice sunt hiperbole echilaterale, iar cele adiabatice sunt curbe politropice cu exponentul egal cu raportul dintre capacitatea termică masică la presiune constantă și cea la volum constat, {\displaystyle \gamma =c_{p}/c_{v},} a substanței din sistem.
O diagramă p-V este o diagramă energetică, adică în care energia produsă sau primită de sistem sub formă de lucru mecanic, {\displaystyle L,} poate fi calculată exact prin integrarea presiunii în funcție de volum:
{\displaystyle L=L_{12}=\int _{V_{1}}^{V_{2}}p\,dV}
Grafic, lucrul mecanic este suprafața 1-2-V2-V1-1 cuprinsă între arcul 1–2 și axa V a diagramei. În funcție de parcurgerea transformării, lucrul mecanic se obține cu semnul său: {\displaystyle L_{21}=-L_{12}.} Posibilitatea determinării grafice din diagramă a lucrului mecanică face să fie cunoscută și drept diagrama mecanică. Însă diagrama nu permite determinarea directă a căldurii schimbate într-un proces.
Dacă nu se cunoaște expresia analitică a transformării {\displaystyle p=f(V),} aria de sub arc poate fi și măsurată direct prin planimetrare.
Relația de mai sus se aplică sistemelor termodinamice închise. Dacă sistemul este unul deschis, atunci este nevoie să se țină cont de lucrul mecanic necesar pentru dislocarea (deplasarea) agentului de lucru în sistem, iar lucrul mecanic obținut „la axă” este lucrul mecanic tehnic, {\displaystyle L_{t}}, care poate fi calculat prin integrarea volumului în funcție de presiune:
{\displaystyle L_{t}=L_{t12}=-\int _{p_{1}}^{p_{2}}V\,dp}
Grafic, lucrul mecanic tehnic este suprafața 1-2-p2-p1-1 cuprinsă între arcul 1–2 și axa p a diagramei. Și aici, în funcție de parcurgerea transformării, lucrul mecanic tehnic se obține cu semnul său: {\displaystyle L_{t21}=-L_{t12}.}

O diagramă p-v oarecare. Liniile orizontale sunt izobare, iar cele verticale izocore.

Dacă după parcurgerea lanțului de procese dintr-o diagramă p-V sistemul revine la starea (presiunea și volumul) inițială, diagrama reprezintă un ciclu.
Figura alăturată prezintă caracteristicile unui ciclu idealizat reprezentat într-o diagramă p-V. Acesta arată o serie de stări, numerotate de la 1 la 4. Calea dintre fiecare două stări consecutive reprezintă o transformare în care se modifică presiunea sau volumul sistemului (sau ambele). În figură, în timpul transformărilor 1-2-3 se produce lucru mecanic (care iese din ciclu), iar în timpul transformărilor 3-4-1 este nevoie ca în ciclu să intre un lucru mecanic pentru a reveni la poziția/starea inițială, dar acest lucru mecanic este mai mic decât cel produs de transformările 1-2-3. Diferența acestora este pozitivă și reprezintă lucrul mecanic ciclic (produs la parcurgerea ciclului). Dacă pe axa V este reprezentat volumul masic , aria ciclului reprezintă lucrul mecanic pe unitatea de masă a fluidului de lucru (adică J/kg).
Această figură este foarte idealizată, în sensul că toate liniile sunt drepte, iar vârfurile (colțurile) sunt unghiuri drepte. O diagramă care arată modificările de presiune și volum dintr-un dispozitiv real va avea o formă mai complexă, în care pot exista un număr diferit de transformări, reprezentările lor putând fi linii curbe, iar vârfurile diagramei pot fi la unghiuri diferite sau pot chiar lipsi (curba ciclului poate fi una netedă, cazul normal pentru ciclurile reale).
Pentru diagramele p-V ale ciclurilor ridicate experimental, lucrul mecanic ciclic se obține prin planimetrarea ariei cuprinse în interiorul curbei închise, indiferent că este vorba de lucrul mecanic sau de lucrul mecanic tehnic (aria închisă de curbă este aceeași). Dacă curba se autointersectează (cazul motoarelor), pentru semnul ariei trebuie ținut cont de sensul parcurgerii fiecărui lob. Planimetrele rezolvă automat asta prin însăși construcția lor, însă curba trebuie parcursă exact cum a fost trasată: la motoare lobul principal este parcurs în sens orar, iar cel secundar, care corespunde schimbului de gaze, este parcurs automat în sens antiorar, ceea ce reflectă necesitatea unui consum de lucru mecanic pentru a realiza schimbul de gaze.

## Aplicații în termodinamică

Diagramă p-V la o locomotivă cu abur

Principala aplicație este reprezentarea ciclurilor mașinilor termice cu piston (motoare și compresoare), în care agentul de lucru este în stare gazoasă sau de vapori supraîncălziți în întreg ciclul.
Figura de alături este un exemplu de diagramă p-V. Diagrama înregistrează presiunea aburului în funcție de volumul de abur dintr-un cilindru, pe durata unui ciclu a mișcării unui piston într-un motor cu abur. Diagrama permite calcularea lucrului mecanic efectuat și astfel poate oferi o măsură a puterii motorului.

## Alte utilizări
În medicină poate fi folosită la analiza funcționării inimii, de exemplu a ventriculului stâng.

Diverse reprezentări în diagrama p-V
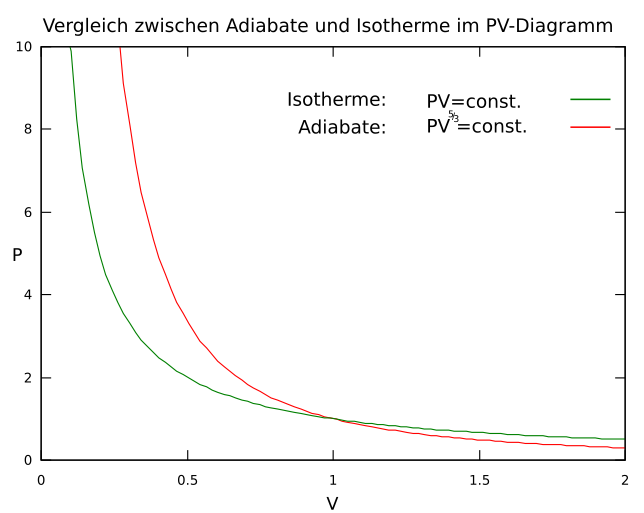
Adiabată și izotermă
Un ciclu Carnot
Un ciclu al unui motor în patru timpi
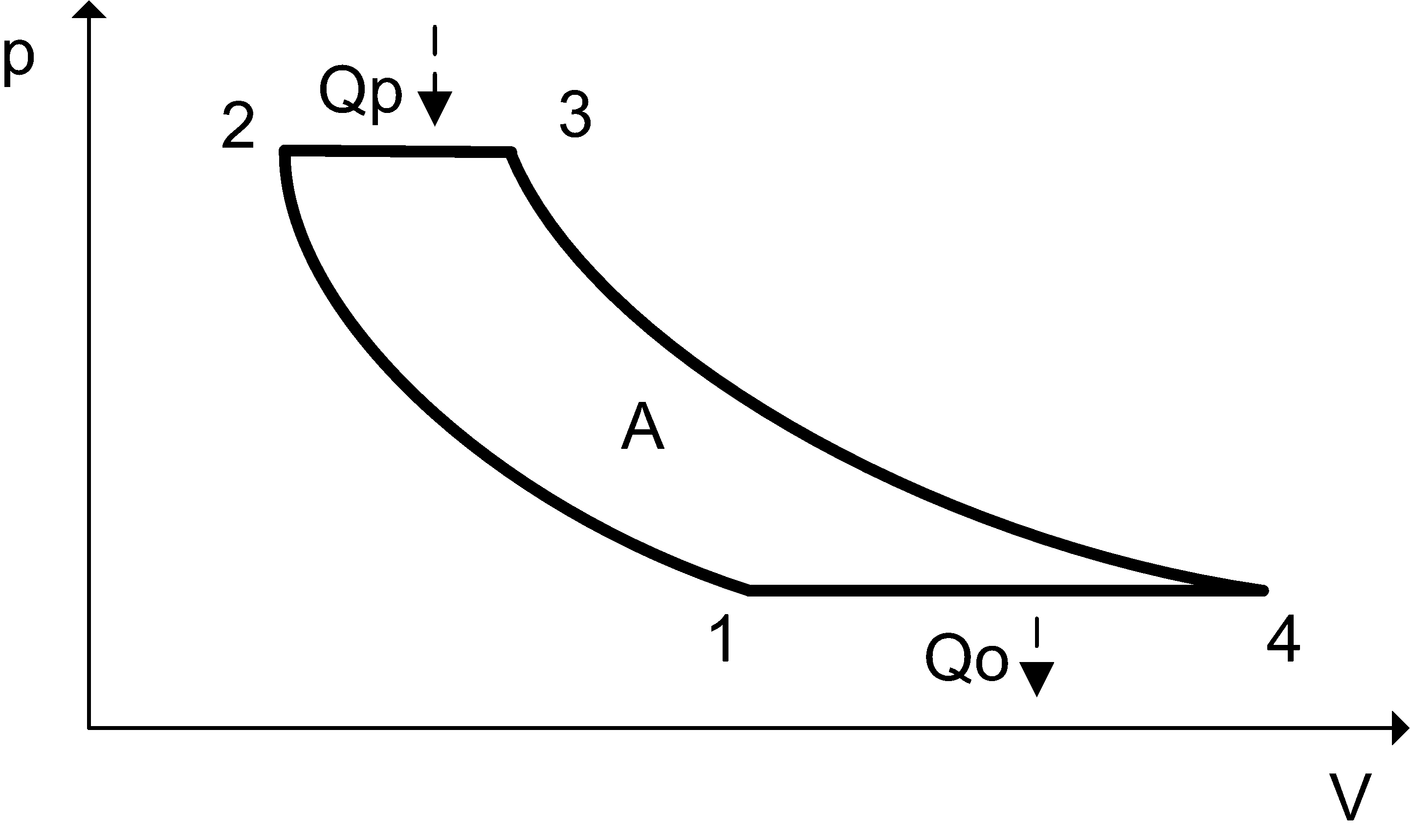
Un ciclu al unei turbine cu gaze